# Marui
Marui Co., Ltd. (株式会社丸井, Kabushiki-gaisha Marui) is een Japanse warenhuisketen met filialen in Tokio en andere grote Japanse steden. De keten met 23 filialen is bekend om zijn damesmode en accessoires en richt zich op de leeftijdsklasse van 25 tot 25 jaar. 

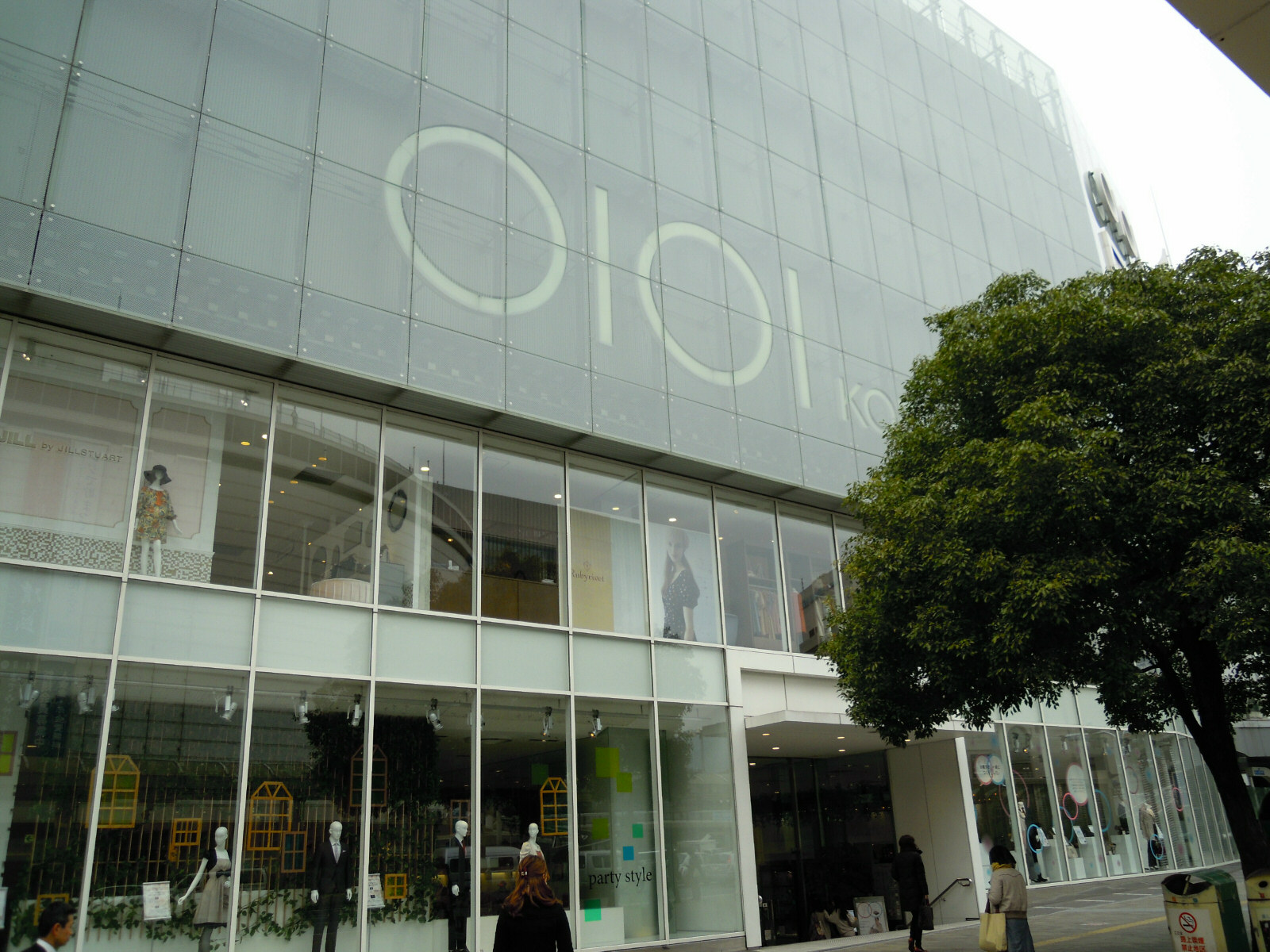
Marui, Sannomiya

In het boekjaar 2003-2004 had een bedrijf een omzet van 2,75 miljard Amerikaanse dollar. De bestuursvoorzitter is Tadao Aoi.

## Naam en logo
De naam van het bedrijf (丸井) is een combinatie van de naam van de voorganger van het moederbedrijf "Maru-ni" (丸二) en de naam van de bestuursvoorzitter "Ao-i" (青井). De naam van het warenhuis wordt gewoonlijk in het Japans geschreven als "マルイ".
Het beroemde ambigue huidige logo van het warenhuis is een symbool dat lijkt op "○I○I", en dient gelezen te worden als "marui". Het Japanse symbool "○" (niet te verwarren met de Latijnse letter "O" of "o") wordt gelezen als "maru", wat "cirkel" of "nul" betekent. Het symbool "I" vertegenwoordigt ogenschijnlijk het cijfer "1", dat kan worden gelezen als "i" in het Japans (merk op dat de Latijnse letter "I" ook de geromaniseerde weergave is van de Japanse hiragana "い", een derde visuele woordspeling).
Ondanks dat het als cijfers wordt gelezen, is het symbool geschreven "OIOI" in Latijnse letters op de website van het bedrijf, hoewel het adres van de website zelf www.0101.co.jp is. De "○I" in het logo wordt herhaald, deels voor de esthetiek en ook als verwijzing naar de laatste cijfers van het telefoonnumers van alle warenhuizen van Marui, die eindigen op "0101".
In december 2007 lanceerde Marui Co., Ltd. een internationale winkel- en informatiewebsite maruione.jp. De site werkt in het Japans, vereenvoudigd en traditioneel Chinees, Koreaans en Engels. De webwinkel biedt Japanse straatmode en traditionele goederen. 